# Чахтиці
Чахтиці (словац. Čachtice) — село, громада округу Нове Место-над-Вагом, Тренчинський край. Кадастрова площа громади — 32.57 км².
Населення 3884 особи (станом на 31 грудня 2020 року).
Біля села бере початок річка Дубова.

## Історія
Чахтиці згадується 1348 року.

## Населення
| Рік:            | 1994. | 2004.   | 2014.    | 2024.    |
| --------------- | ----- | ------- | -------- | -------- |
| Кількість осіб: | 3577  | 3626    | 4010     | 3605     |
| Різниця:        |       | +1,36 % | +10,59 % | -10,09 % |

| Рік:            | 2023. | 2024.   |
| --------------- | ----- | ------- |
| Кількість осіб: | 3620  | 3605    |
| Різниця:        |       | -0,41 % |